# Станислав Катранков
Станислав Катранков е български футболист, централен защитник. Играе за Ботев (Гълъбово).
Преди това е играл за Хебър (Пазарджик), Миньор (Перник), Локомотив (Стара Загора), Любимец 2007, Ботев (Гълъбово) и Созопол.

## Статистика по сезони
- Хебър - 2002/03 - Югоизточна В група, 14 мача/1 гол
- Хебър - 2003/04 - Югоизточна В група, 27/2
- Хебър - 2004/ес. - Югоизточна В група, 5/0
- Хебър - 2005/06 - Западна Б група, 15/0
- Миньор (Пк) - 2006/07 - Западна Б група 14/0
- Локо (СтЗ) - 2007/08 - Югоизточна В група 28/3
- Любимец 2007 - 2008/09 - Източна Б група, 18/1
- Любимец 2007 - 2009/10 - Източна Б група, 15/0
- Любимец 2007 - 2010/11 - Източна Б група, 3/0
- Любимец 2007 - 2011/12 - Източна Б група, 9/0
- Ботев (Гълъбово) - 2012/13 - Югоизточна В група, 29/1
- Ботев (Гълъбово) - 2013/14 - Б група, 22/1